# Pentola

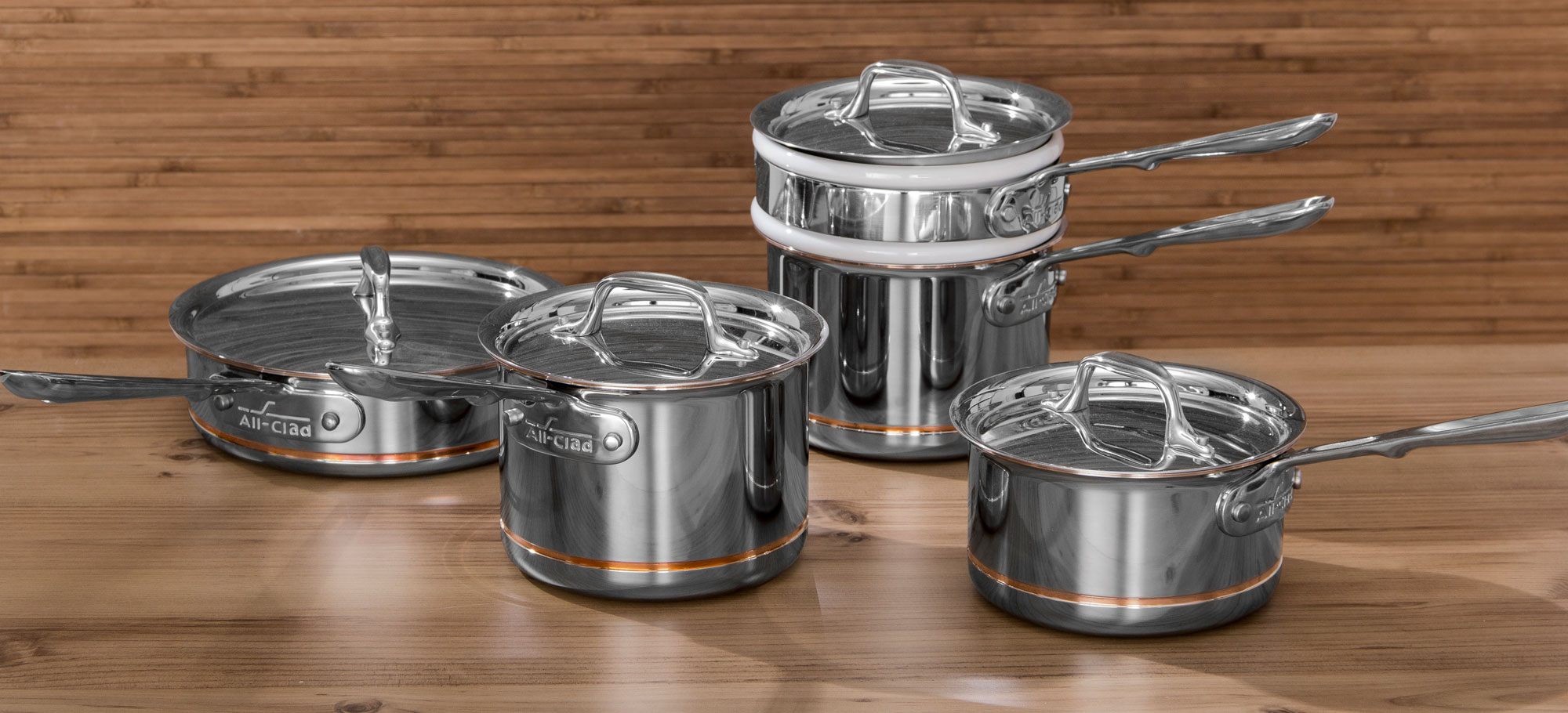
Set di pentole in acciaio inox

Pentola è il nome generico di un recipiente adatto a cuocere cibi direttamente sul fuoco. 

## Descrizione
Generalmente di forma circolare, raramente ovale o quadrata con angoli arrotondati, è munita alle estremità di uno o più manici; sovente è corredata di un coperchio separato.
Può essere costruita in metalli o altri materiali a seconda delle caratteristiche delle esigenze di cottura e dalle tradizioni locali:
- ferro
- acciaio inox
- ghisa
- alluminio
- rame
- coccio/porcellana/terracotta
- pyrex o vetroceramica
- pietra ollare

In qualche caso viene realizzata in bimetallo, ovvero un foglio sottile di inox accoppiato ad un foglio più spesso di rame, dove il primo riveste la superficie interna.
Allo stesso modo possono avere una superficie più o meno trattata ed essere più o meno antiaderente:
- Naturale: la padella non ha alcun trattamento superficiale e l'effetto antiaderente è legato al materiale a al grasso utilizzato durante la cottura
- Teflon o politetrafluoroetilene (Ptfe): rivestimento antiaderente che mal tollera le alte temperature, le quali lo degradano portando al rilascio di acido perfluoroottanoico (Pfoa), che se respirato induce alla "febbre da fumi di polimero", dal 2016 il Pfoa è stato bandito dagli USA
- Ceramica
- Smalto vetroso, generalmente utilizzato per pentole in coccio

## Storia
I reperti più antichi di pentole sono realizzati in terracotta o in pietra ollare, mentre il primo metallo ad essere impiegato fu il bronzo.
L'uso delle pentole era noto agli Israeliti : Nm 11,8 lo menziona in merito alla preparazione della manna. 
Durante il 1700, come riferisce Menon nella cuisinière bourgeoise'', si produsse pentolame in argento destinato alle cucine più ricche.
Dalla metà dell'Ottocento compaiono le pentole in ferro smaltato, e dall'inizio del novecento comincia ad essere utilizzato l'alluminio, solamente negli anni '30, appaiono le prime pentole in acciaio inox, metallo che dagli anni '60 diventa, per motivi di igiene e durata, il materiale più utilizzato nelle attrezzature di cucina.

## Tipologia
- Pentolino, una piccola pentola che può avere uno e due manici; comunemente nelle cucine viene utilizzata per piccole preparazioni come i sughi e le salse.
- Calderone.
- Casseruola, a bordi alti con coperchio.
- Lavec, in pietra ollare.
- Padella, per friggere.
- Padellino, per friggere uova.
- Paiolo, per polenta.
- Pentola a pressione.
- Pescera, di forma allungata.
- Pignatta, in terracotta.
- Ponzonetto
- Tegame
- Wok nella cucina cinese.
- Makiyakinabe nella cucina giapponese.